# やさ村やさしのやさしい世界
『やさ村やさしのやさしい世界』は、PantoviscoがInstagramで公開しているイラスト、およびそれを原作としたアニメ作品。また、本作を原案とした漫画『やさ村やさしがやさしい理由』についても記載する。

## 概要
正体不明のクリエイターであるパントビスコがInstagramで公開している。キュートなイラストと優しい言葉で人気を博す。2016年9月2日よりTOKYO MXにてテレビアニメ化。毎週金曜23:29および毎週月曜「5時に夢中!」内のスポットCM枠で週2回放送の30秒アニメ。

## 登場人物
やさ村やさし
声 - 三宅貴大
謎のやさしい男性。

## スタッフ
- 監督 - 大宮一仁
- アニメーション制作 - ディー・エル・イー
- 製作 - ディー・エル・イー、ソニー・ミュージックエンタテインメント

## 各話リスト
| - ビンゴゲーム篇 - 例の湖篇 - 極上の鍋篇 - 気持ちの整理篇 - 重ね着篇 - 心の柔軟剤篇 - 不思議な風船篇 - 身代わり篇 - 温泉へ行こう篇 - 牛乳篇 - タイムマシン篇 | - 宅急便篇 - 茶柱篇 - ガラスの靴篇 - たまねぎ篇 - 宇宙飛行士篇 - お手伝いロボット篇 - 秘密の道具篇 - 秘密の穴掘り篇 - 厄払い篇 - 魔法の時計篇 - 幸せ行きのバス篇 | - マッサージ篇 - 伝説の聖剣篇 - 魔法のお茶篇 - 森の動物たち篇 - 射的篇 - 洞窟探検篇 - 屋台篇 - ハイパワースポット篇 - 新しい友達篇 - ポストマン篇 - ヘリコプター篇 |

## 漫画
『やさ村やさしがやさしい理由』は、TBSスパークルとマンガボックスによる企画として、パントビスコの監修のもと、tMnRの作画による完全オリジナルストーリーとして、マンガボックスにて2022年10月28日から2024年9月27日まで連載。コミックスは電子書籍のみで全3巻。やさ村やさしが主人公のオリジナルストーリー漫画。
- 原案：パントビスコ、漫画：tMnR『やさ村やさしがやさしい理由』マンガボックス、全3巻（電子書籍のみ）
  1. 2023年5月24日発売、ASIN B0C3ZSWJSR
  2. 2024年2月29日発売、ASIN B0CVL8KJXX
  3. 2025年2月28日発売、ASIN B0DTYNNB83